# Щербакова, Елизавета Владимировна
Елизавета Владимировна Щербакова (13 июня 1997, Сергиев Посад, Московская область) — российская футболистка, вратарь московского «Спартака» и сборной России.

## Биография
Начинала заниматься футболом в клубе «Экостром» (Сергиев Посад), первый тренер — Червяков Александр Юрьевич. Затем занималась в училищах олимпийского резерва в подмосковных городах Серебряные Пруды и Звенигород. Победительница Спартакиады учащихся России (2014).
На взрослом уровне начала выступать в высшей лиге России в 2016 году в составе клуба «Россиянка». В том же сезоне перешла в ЦСКА. В 2017 году выступала за «Россиянку» на правах аренды. В 2018 году вернулась в ЦСКА, где была дублёром Эльвиры Тодуа. Чемпионка России 2019 и 2020 годов (за эти годы сыграла только один неполный матч), серебряный призёр чемпионата России 2021, 2022 и 2023 года, после сезона 2023 покинула клуб и перешла в «Спартак». По итогам сезона 2024 провела больше всех матчей на «ноль» — 13. Бронзовый призёр чемпионата России 2024.
Выступала за юношескую и молодёжную сборную России. 1 декабря 2023 года дебютировала за национальную сборную в матче против сборной Парагвая.